# Янгол в тюбетейці
«Янгол в тюбетейці» — радянський комедійний художній фільм 1968 року, знятий на кіностудії «Казахфільм».

## Сюжет
Головний герой фільму — вчитель географії на ім'я Тайлак. Це дуже добродушний, але самотній чоловік, який завжди ходить в своїй тюбетейці. Його мати, Тана, не бажає миритися з самотністю сина, і весь час підшукує йому наречених. Тим часом Тайлак знайомиться з Айшою, в яку закохується. Але Тана не відразу схвалює вибір сина, тому що виявляється, Айша — це дочка якогось Таїра, колишнього нареченого Тани, який не дотримав свого слова. Однак Тайлак все ж робить пропозицію Айші, і отримує згоду. Тим часом у Тани з'являється шанувальник Ніяз, який теж робить їй пропозицію. Історія закінчується подвійним весіллям.

## У ролях
- Аміна Умурзакова — Тана
- Алімгази Райнбеков — Тайлак
- Раїса Луньова — Алтиншаш
- Аубакір Ісмаїлов — Ніяз
- Єрмек Серкебаєв — Чингіз
- Шолпан Алтайбаєва — Айша Досанова
- Бібігуль Тулегенова — дочка Тани
- Юрій Саранцев — п'яничка
- Сара Кушербаєва — епізод
- Євген Діордієв — німець
- Райхан Шаніна-Мурзагалієва — Аймен
- Мурат Ахмадієв — епізод
- Лідія Ашрапова — дочка Тани
- Дана Алтайбаєва — Тана-апа, в молодості
- Калибек Ахтаєв — епізод
- Людмила Маратова — епізод
- Бікен Римова — комендант гуртожитку
- Атайбек Жолумбетов — майор міліції
- Шакен Айманов — епізод
- Дімаш Ахімов — епізод
- Суат Абусеїтов — зять

## Знімальна група
- Режисер-постановник — Шакен Айманов
- Сценаристи — Шакен Айманов, Яков Зіскінд
- Оператор-постановник — Марк Беркович
- Композитор — Олександр Зацепін
- Пісні на слова Леоніда Дербеньова
- Художник-постановник — Юрій Вайншток